# Aftimios (Ofiesh)
Aftimios, właściwie Abdullah Ofiesh (ur. 22 października 1880 w Bikfayya Al-Muhaydathah, zm. 24 lipca 1966 w Kingston) – amerykański duchowny prawosławny, biskup Brooklynu w latach 1917-1933, arcybiskup Amerykańskiego Ortodoksyjnego Kościoła Katolickiego (AOCC) w latach 1927-1933.

## Życiorys
Abdullah Ofiesh pochodził z prawosławnej rodziny syryjskiej. Urodził się i wychował w Libanie. Jako młody człowiek, mimo dezaprobaty ze strony ojca postanowił wybrać drogę życia monastycznego. Rozpoczął edukację w seminarium duchownym w Bejrucie. Podczas studiów należał do grupy kleryków stowarzyszonych w ruch Młodzi Syryjczycy, który opowiadał się za reformami administracji i szkolnictwa kościelnego w Patriarchacie Antiochii. W 1898 roku po zakończeniu formacji zgodnie z wcześniejszą deklaracją został mnichem. Wstąpił do monasteru, przyjął imię zakonne Aftimios, a następnie święcenia diakonatu z rąk metropolity Bejrutu i Górnego Libanu, Gabriela (Shatilla).
Zamierzał studiować w Rosji na Kijowskiej Akademii Teologicznej ostatecznie jednak pozostał w Bejrucie. W 1900 roku został archidiakonem. W 1902 roku otrzymał święcenia kapłańskie. W tym czasie został przeniesiony do Lataki. Popadł w konflikt z arcybiskupem Trypolisu, Arsaniuszem (Haddad) i patriarchą Antiochii, Melecjuszem II za nawoływanie do reformy życia mniszego, reformy administracji Kościoła i podwyższenia standardów szkolnictwa prawosławnego w Patriarchacie Antiochii.
Zagrożony karą ekskomuniki w 1905 roku zdecydował się wyjechać z Imperium Osmańskiego do Stanów Zjednoczonych Ameryki. Po osiedleniu się w Nowym Jorku został inkardynowany do Syryjskiej Prawosławnej Misji w Ameryce Północnej, będącej w tym czasie samorządną jednostką kościelną w strukturach Rosyjskiego Kościoła Prawosławnego. Pracował na parafiach skupiających arabskich emigrantów z Bliskiego Wschodu. Został proboszczem parafii św. Mikołaja w Montrealu. W 1915 roku otrzymał godność archimandryty.
Po śmierci biskupa Brooklynu, Rafaela (Hawaweeny) sobór rosyjskich biskupów prawosławnych mianował Aftimiosa jego następcą i nowym zwierzchnikiem Syryjskiej Prawosławnej Misji w Ameryce Północnej. Sakrę przyjął 13 maja 1917 roku w soborze św. Mikołaja w Nowym Jorku z rąk arcybiskupa Aleutów i Ameryki Północnej, Eudokima (Mieszczerskiego).
Biskup Aftimios wypełniał lojalnie powierzone mu zadanie. Dał się poznać jako dobry administrator i fundator wielu instytucji kościelnych. Początek lat dwudziestych XX wieku dla Rosyjskiego Kościoła Prawosławnego był jednak czasem niepokojów i kryzysu. Po upadku Imperium Rosyjskiego i odrodzeniu Patriarchatu Moskiewskiego nastąpił w Ameryce Północnej zamęt w środowisku prawosławnych. Ścierały się w nim różne koncepcje dotyczące dalszego istnienia struktur kościelnych poza granicami Rosji. Wśród arabskiej wspólnoty pod zwierzchnictwem biskupa Aftimiosa wyodrębniły się dwie frakcje. Jedna opowiadała się za budowaniem ponadnarodowego Kościoła Prawosławnego w Ameryce, a druga za zachowaniem dawnych tradycji liturgicznych i obyczajowych oraz przejściem parafii syryjskiej misji pod jurysdykcję Patriarchatu Antiochii. 
Biskup Aftimios był zwolennikiem współpracy z metropolitą całej Ameryki i Kanady, Platonem (Rożdiestwienskim), od którego w 1923 roku przyjął tytuł arcybiskupa. Jego oponentem był Viktor (Abuassaley). Spór doprowadził w 1924 roku do rozłamu arabskiej wspólnoty prawosławnej w Ameryce Północnej na dwie: pod jurysdykcją antiocheńską i pod jurysdykcją rosyjską. W tym samym roku doszło ponadto do schizmy w Rosyjskim Kościele Prawosławnym, gdy patriarcha Moskwy, Tichon suspendował amerykańskiego metropolitę Platona (Rożdiestwienskiego), a IV Sobór Wszechamerykański ogłosił autonomię Metropolii Amerykańskiej. Aftimos opowiedział się w tym konflikcie za postanowieniami soborowymi. 
W 1927 roku arcybiskup Aftimos za aprobatą metropolity Platona i zgodą biskupów rosyjskiej Metropolii Ameryki został zwierzchnikiem samorządnego Amerykańskiego Ortodoksyjnego Kościoła Katolickiego, który skupiał anglojęzycznych prawosławnych w Ameryce Północnej. Była to wspólnota ideowo panprawosławna i starająca się swój misyjny charakter dopasować do dominującej w Stanach Zjednoczonych Ameryki kultury zachodniej. Dla nowego Kościoła Aftimos konsekrował w latach 1927–1932 czterech biskupów pomocniczych: Sofroniusza (Beshara), Emmanuela (Abouhatab), Józefa (Żuka) i Ignacego (Nicholsa).
Wkrótce po powstaniu misja AOCC spotkała się z krytyką ze strony Kościoła Episkopalnego Stanów Zjednoczonych Ameryki. Arcybiskup Aftimos popadł w konflikt z hierarchią Metropolii Amerykańskiej. Uwikłał się w spory z biskupami rosyjskimi, a dotyczące polityki finansowania parafii oraz o własność nieruchomości kościelnych. W wyniku tych napięć, w 1930 roku, AOCC opuścił biskup Montrealu, Emmanuel (Abouhatab). Przeszedł on pod jurysdykcję metropolity Platona i został ustanowiony w opozycji do Aftimosa nowym biskupem Brooklynu. Amerykański Ortodoksyjny Kościół Katolicki stał się tym samym niezależny od rosyjskiej Cerkwi w Ameryce Północnej i de facto zerwał z nią współpracę.
W 1933 roku arcybiskup Aftimos popadł w ekskomunikę za złamanie kanonów prawosławia, gdy poślubił Mariam Namey. Po tym zdarzeniu doszło do sporu biskupów AOCC w sprawie zwierzchnika Kościoła. Władycy Józef (Żuk) i Ignacy (Nichols) stwierdzili ważność małżeństwa. Uznali jednak arcybiskupa za emerytowanego. Bardziej stanowczy był Sofroniusz (Beshara). Potępił on anatemą Aftimosa, a następnie także Ignacego za złamanie celibatu. Amerykański Ortodoksyjny Kościół Katolicki w ciągu kilkunastu miesięcy od tych wydarzeń przestał faktycznie istnieć. 
Po zawarciu małżeństwa Aftimios nie pełnił funkcji kapłańskich. Żył wraz z rodziną w skromnych warunkach w Pensylwanii. Po śmierci pochowany został bez ceremonii kościelnych na Maple Hill Cemetery w Hanover Township.